# Чёрная (приток Пчёвжи)
Чёрная — река в северной части Новгородской области России, протекает по территории Неболчского сельского поселения Любытинского района. Устье Чёрной находится в 138 км по правому берегу реки Пчевжа. Длина реки — 13 км. Вытекает из озера Волчье (высота 136 метров), расположенного в 2,5 км к юго-западу от деревни Кременичи. Течет в целом в северо-западном направлении и впадает в Пчёвжу. Принимает несколько мелких ручьёв. Населённых пунктов на реке нет.

## Данные водного реестра
По данным государственного водного реестра России относится к Балтийскому бассейновому округу, водохозяйственный участок реки — Волхов, речной подбассейн реки — Волхов. Относится к речному бассейну реки Невы (включая бассейны рек Онежского и Ладожского озера).
Код объекта в государственном водном реестре — 01040200612102000019056.